# 湄公小檗
湄公小檗（学名：Berberis mekongensis）是小檗科小檗属的植物，是中国的特有植物。分布在中国大陆的四川、西藏、云南等地，生长于海拔3,000米至4,000米的地区，多生在山坡阳处、山脚以、云杉林下、冷杉及高山灌丛中，目前尚未由人工引种栽培。